# Кегичёвка
Кегичёвка (укр. Кегичівка) — посёлок, Кегичёвский поселковый совет, Берестинский район, Харьковская область, Украина.
Является административным центром Кегичёвского поселкового совета, в который, кроме того, входят сёла Антоновка и Зелёная Диброва.

## Географическое положение
Посёлок городского типа Кегичёвка находится между реками Вшивая и Богатая.
Через посёлок проходит Южная железная дорога, станция Кегичёвка. Рядом проходят автомобильные дороги Т-2110 и Т-2118.

## История
Посёлок Кегичёвка возник в середине XIX века при слиянии двух небольших деревень — Доброивановки и Егоровки, созданных ранее переселившимся из Краснокутского района в начале XIX века отставным секунд-майором Иваном Михайловичем Апостол-Кегичем. В начале Егоровку населяли крепостные, принадлежащие его младшему сыну, помещику-офицеру Е. И. Апостолу-Кегичу, а Доброивановкой владел старший сын Михаил. От его фамилии и происходит современное название посёлка.
В 1859 году в Доброивановке жили 166 человек и было 18 дворов, в Егоровке было 20 дворов с населением 163 человека.
Последующее развитие Кегичёвки связано со строительством в 1897—1905 годах железной дороги Лозовая-Красноград. В это время Кегичёвка становится волостным центром.
Изначально ветка ж.д. Лозовая-Красноград должна была проходить через посёлок Циглевровка-Шляховое, так как на то время сахарный завод там уже был. И только благодаря заслугам барыни, жены одного из многочисленных наследников Кегича, ветку проложили через Кегичёвку. Дальнейшее экономическое развитие Кегичёвки связано с этой женщиной. Она строит кирпичный завод и элеватор. Спустя годы элеватор будет надстроен и переоборудован в клуб, который стоит и поныне. А насыпь, с которой хлеб грузили на вагоны, разровнена, и на её месте посажены берёзы. Сама барыня была немкой. После Октябрьской революции эмигрировала в Германию, вместе со своей прислугой. 
Георгиевская церковь была построена в 1908 году братьями по фамилии Гныпы. Хутор этих братьев находился на территории нынешней ветлечебницы. Братья были земледельцами, выращивали много свёклы и возили её на сахарный завод.
В январе 1918 года волостная и земская управы в Кегичёвке были распущены большевиками.
С 1923 года село Кегичёвка — центр района, который с января 1935 года находится в составе Харьковской области, а до того был частью Полтавской области. 8 декабря 1966 года район был возобновлён, 17 июля 2020 года ликвидирован.
В ходе Второй мировой войны 7 октября 1941 года советские войска отступили из Кегичёвки.
7 октября 1941 Кегичёвка была взята частями Вермахта. Во время немецкой оккупации 1941—1943 годов оккупанты убили сто жителей села — стариков, женщин и детей; 200 человек угнали на принудительную работу в Германию.
День освобождения Кегичёвщины — 17 сентября 1943 г. 
В 1957 году село Кегичёвка преобразовано  в посёлок городского типа.
В январе 1959 года численность населения составляла 5 854 человека.
В 1972 году здесь действовали завод строительных изделий, маслодельный завод, хлебный завод и инкубаторная станция.
В январе 1989 года численность населения составляла 7 151 человек
В мае 1995 года Кабинет министров Украины утвердил решение о приватизации находившихся в посёлке райсельхозтехники и райсельхозхимии.
На 1 января 2001 года численность населения составляла 6 539 человек.
На 1 января 2013 года численность населения составляла 6 246 человек.
На 1 января 2016 года численность населения составляла 6 090 человек.
На 1 января 2017 года численность населения составляла 6 107 человек.
На 1 января 2018 года численность населения составляла 6 041 человек.
На 1 января 2019 года численность населения составляла 5 928 человек.
На 1 января 2020 года численность населения составляла 5 858 человек.
На 1 января 2024 года численность населения составляла более 5 000 человек.
До 26 января 2024 года Кегичёвка имела статус посёлка городского типа. В этот день вступил в силу новый закон, который отменил этот статус, и Кегичёвка стала сельским населённым пунктом. 

## Экономика
- Молочно-товарная и свино-товарная фермы.
- Агрофирмы «Сады Украины».
- Кегичёвское хлебоприёмное предприятие.
- Газодобыча, открыто месторождение природного газа — Кегичёвское месторождение.
- Хлебзавод.

## Объекты социальной сферы
- 2 детских сада.
- Школа (1—4 класс).
- Кегичёвский лицей (5—11 класс).
- Профессионально-техническое училище № 60.

## Известные люди
- Оленич-Гнененко, Александр Павлович — поэт и переводчик
- Артюх, Анатолий Григорьевич — физик-ядерщик, экспериментатор